# Georges de Liron d'Airoles
Pour les articles homonymes, voir Liron d'Airoles.
Georges-Auguste-Joseph de Liron d'Airoles (26 septembre 1841, Lille - 20 octobre 1913, Rueil-Malmaison), est un financier français. 

## Biographie
Fils d'un officier, Xavier-Louis-Philippe de Liron d'Airoles, qui fut garde du corps du roi sous la Restauration et conseiller général de la Vendée, et de Julie-Clémence Barbier de La Serre, neveu du botaniste Jules de Liron d'Airoles et oncle de Marie de Liron d'Airoles (1884-1945), il obtient sa licence en droit, avant de rentrer dans l'Administration centrale des finances en 1861, dont il devient commis en 1863, adjoint à l'Inspection général des finances l'année suivante, puis inspecteur des finances en 1867.
En 1878, il devient secrétaire de la Commission supérieure d'enquête des finances égyptiennes instituée au Caire par accord international, secrétaire général du Ministère des Travaux publics d'Égypte et du Contrôle général des finances égyptienne.
Chef du Bureau de l'Inspection générale en 1884, il est nommé directeur du Mouvement général des Fonds au Ministère des finances et conseiller d'État en service extraordinaire en 1885, directeur de la Monnaie de 1891 à 1893 et directeur général de la Comptabilité publique de 1893 à 1895.
Il est sous-gouverneur de la Banque de France du 10 mai 1895 au 4 avril 1907.
Censeur de la Banque d'État du Maroc depuis 1906, il y est délégué au comité des statuts de celle-ci.

## Sources
- Paul Leroy-Beaulieu, L'Économiste français: journal hebdomadaire, Volume 1, 1914
- Fabien Cardoni, Nathalie Carré de Malberg, Michel Margairaz, Dictionnaire historique des inspecteurs des Finances 1801-2009, 2012